# Vitex urceolata
Vitex urceolata là một loài thực vật thuộc họ Verbenaceae. Đây là loài đặc hữu của Malaysia. Chúng hiện đang bị đe dọa vì mất môi trường sống.